# Homossexualidade e religião
O relacionamento entre a homossexualidade e a religião varia de maneira enorme durante tempos e lugares. Nem todas as religiões reprovam explicitamente a homossexualidade; algumas meramente omitem considerações a respeito. Ao longo da história, o amor e o sexo entre homossexuais (especialmente homens) eram tolerados e também instituídos em rituais religiosos da Babilônia e Canaã, além de serem enaltecidos na religião da Grécia antiga; historiadores confirmam que há indícios de que os exércitos de Tebas e de Esparta possuíam unidades formadas por pares de amantes homossexuais, que às vezes oficiavam sacrifícios a Eros, deus do amor, antes de se engajarem em combate. Além disso, a mitologia grega é rica fonte de histórias de amor e sexo entre figuras do mesmo sexo.
Os antigos judeus, no entanto, perseguiam homossexuais e com a expansão do cristianismo, continuaram outras perseguições a práticas homossexuais. Quando o cristianismo se oficializou no Império Romano com a ascensão de Constantino, historiadores escrevem que a homossexualidade era uma ameaça institucional; uma das razões dessas perseguições antigas seria o da condição de sobrevivência e expansão por meio da defesa da procriação através da família. A posição oficial da Igreja quanto a homossexualidade racionalizou-se com os escritos de Santo Agostinho, para quem os órgãos reprodutivos tinham a finalidade natural de procriação e em nenhuma hipótese poderiam ser usadas para outra forma de prazer, sendo a homossexualidade, segundo ele, uma perversão da mesma categoria que seria a masturbação, o coito anal, o coito oral e a zoofilia. A homossexualidade continua a ser reprovada pela maior parte das tradições cristãs pelo mundo. Na era do colonialismo e imperialismo, praticado geralmente por países de fé abraâmica, algumas culturas adotaram atitudes antagonistas quanto à homossexualidade. Atualmente, grupos e doutrinas de religiões abraâmicas geralmente veem a homossexualidade negativamente; alguns desencorajam a prática, enquanto outros explicitamente a proíbem. É ensinado que a homossexualidade é pecaminosa, enquanto outros dizem que qualquer ato sexual por si só é pecaminoso. Apesar de tudo, há algumas pessoas dentro desses grupos religiosos que veem a homossexualidade de maneira mais positiva — há até quem pratique cerimônias religiosas de casamento entre pessoas do mesmo sexo. Alguns grupos afirmam que a homossexualidade pode ser "superada" através da fé. Há vários "centros de cura" espalhados pelo mundo, de onde saem os "ex-gays". No entanto, nenhum estudo científico comprova esta prática e ela é desencorajada pela maioria dos médicos.

## Visões específicas da homossexualidade

### Religiões abraâmicas

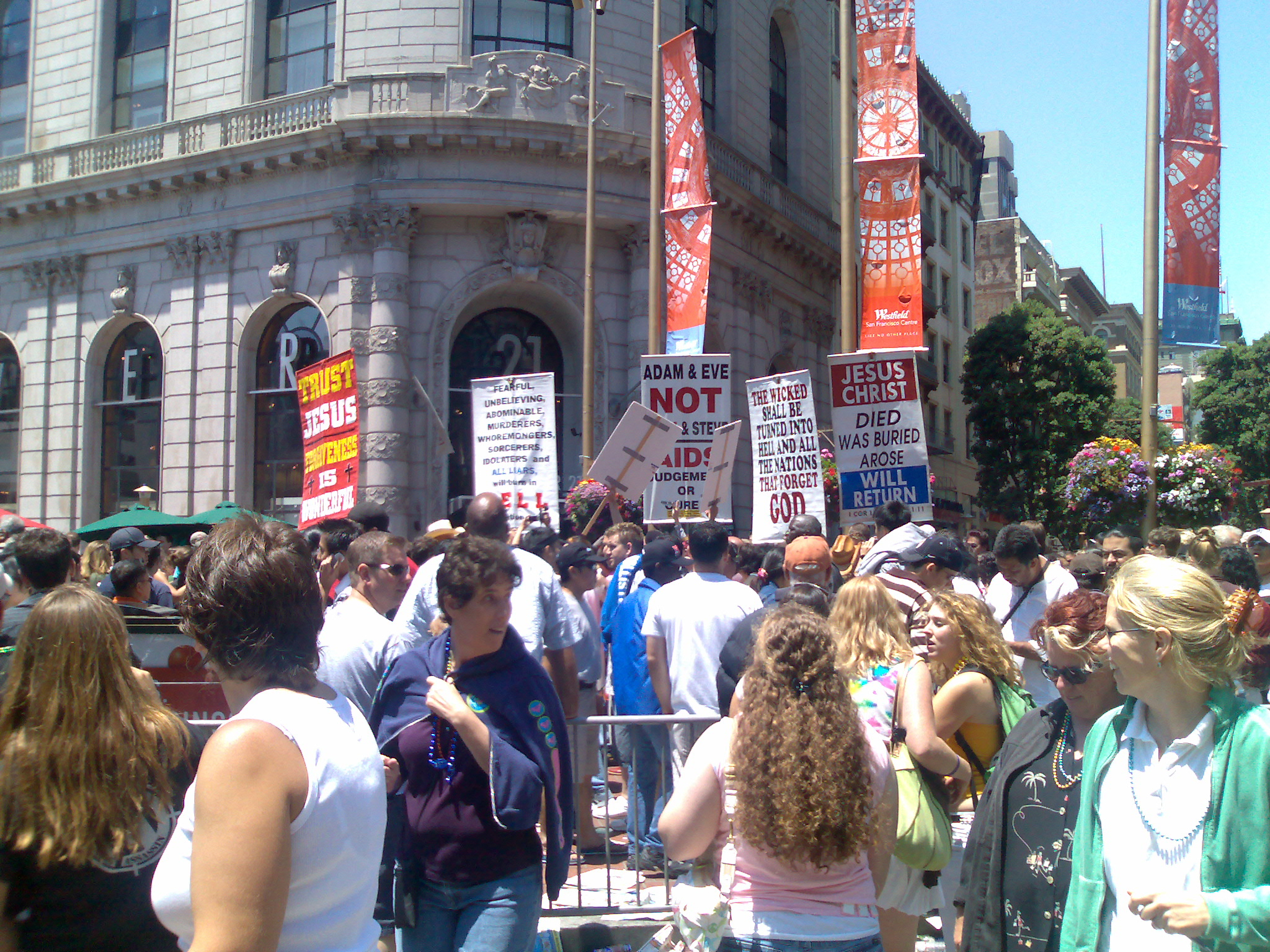
Manifestantes cristãos em um evento do orgulho gay realizado em 2006, em São Francisco.

As religiões abraâmicas — judaísmo, cristianismo e islamismo — tradicionalmente veem as relações sexuais entre as pessoas do mesmo sexo como pecaminosas e as proíbem. É ensinado dentro dessas religiões que o amor entre o homem e a mulher é o "ideal" a ser praticado.

#### Judaísmo
| “ | Se um homem coabitar sexualmente com um varão, cometerão ambos um ato abominável; serão os dois punidos com a morte; o seu sangue cairá sobre eles. — Levítico, 20:13-14 (NIV) | ” |

A Torá é a principal fonte para se analisar a visão judaica da homossexualidade. Nele está descrito que: "[Um homem] não deve deitar com um homem como [ele] se deita com uma mulher; isto é uma toeva ("abominação")" (Levítico 18:22). Assim como prevê vários mandamentos similares, a punição para a homossexualidade é a pena de morte, apesar de que na prática o judaísmo rabínico livrou-se da pena capital para todas as práticas há 2.000 anos atrás.
O judaísmo rabínico tradicional prevê que este verso proíbe um homem de praticar sexo anal com outro. No entanto, o judaísmo rabínico proíbe qualquer contato homossexual entre homens e mulheres. O que alguns veem hoje como homossexualidade "biológica" ou "psicológica" não é discutido pelos rabinos mais conservadores. Discutem apenas que os atos são proibidos.
O judaísmo ortodoxo vê qualquer ato homossexual como pecaminoso. Muitos judeus ortodoxos veem a homossexualidade como uma "escolha pessoal"; outros acreditam ser uma "desavença deliberada". Uma nova tendência de estudar o comportamento homossexual começou a acontecer, com uma visão mais compreensiva dos judeus homossexuais, mas nenhuma organização rabínica ortodoxa fez nenhuma recomendação em mudar a lei judaica. Grupos ortodoxos afirmam que qualquer mudança na lei é absolutamente impossível.
O judaísmo conservador, assim como o ortodoxo, vê a lei judaica como normativa, mas é historicamente mais flexível em sua interpretação. Assim sendo, engaja-se num estudo profundo do assunto desde a década de 1990, com um grande número de rabinos apresentando uma disposição larga de responsa (papéis com argumentos legais) para a consideração comunal. A posição oficial do movimento desde a década passada é de dar boas-vindas aos judeus homossexuais às suas sinagogas, e de fazer campanha contra a homofobia, mas também de proibir o sexo homossexual entre os membros como uma forma de exigência religiosa. No entanto, há também uma divisão recente no Comitê da Lei Judaica do movimento, em janeiro de 2007, reinterpretou a questão significativamente, e agora permite homens e mulheres homossexuais a se tornarem rabinos. Algumas formas de cerimônias de compromisso agora também são vistas como legítimas.
O judaísmo progressista vê as práticas homossexuais como aceitáveis (da mesma forma que vê as heterossexuais). Autoridades do judaísmo progressivo acreditam que as leis tradicionais contra a homossexualidade não são mais válidas, pois não refletem às mudanças que se passaram no entendimento da sexualidade humana. Alguns acreditam que a proibição presente no Torá tinha a intenção de banir o sexo homossexual praticado em rituais (como praticado pelos egípcios e cananeus), cultos de fertilidade e templos de prostituição.

#### Cristianismo

##### Catolicismo
Na tradicional interpretação da Igreja Católica, os atos homossexuais são reprovados na Sagrada Escritura, desde o Gênesis (castigo divino aos habitantes de Sodoma, donde vem o termo "sodomia", 19, 1-11) e o Levítico (18:22 e 20:13) até as cartas de São Paulo ("paixões desonrosas", "extravios", Rom 1,26-27 e também 1Coríntios 6,9 e 1Timóteo 1,10)

É frequentemente citado o texto de São Paulo aos Romanos: 
| “ | "Os romanos trocaram a verdade de Deus pela mentira, adoraram e serviram à criatura em lugar do Criador, que é bendito eternamente. Por isso, Deus os entregou a paixões degradantes: as suas mulheres mudaram as relações naturais por relações contra a natureza; os homens, igualmente, abandonando as relações naturais com a mulher, inflamaram-se de desejos uns pelos outros, cometendo a infâmia de homem com homem e recebendo o justo salário de seu desregramento." — Epístola aos Romanos, 1:26-27 (NIV) | ” |

Durante toda a história do cristianismo, a Igreja Católica se posicionou explicitamente contra a homossexualidade e condenou a prática de sexo entre pessoas do mesmo sexo. Há inúmeras citações no Novo Testamento (e nos trabalhos de Justino, Clemente de Alexandria, Tertuliano, Cipriano de Cartago, Eusébio de Cesareia, Basílio de Cesareia, São João Crisóstomo, Agostinho de Hipona e de Tomás de Aquino) que servem de base para a crença de que a homossexualidade é errada e pecaminosa.
Apesar do Vaticano rejeitar o comportamento homossexual, alguns padres pregam que se casais do mesmo sexo decidirem se unir, que seja com compaixão e respeito um pelo outro, sem sodomia, pederastia ou subjugação sexual; separando conceitualmente homo(afetividade) de homo(sexualidade). Porém, pela hierarquia católica na interpretação bíblica, tais padres acabam não sendo acolhidos ou mesmo sendo punidos por estarem em contrariedade com a interpretação bíblica do Vaticano.
Nos séculos XX e XXI, alguns historiadores e teólogos desafiaram o entendimento tradicional das passagens bíblicas que mencionam a homossexualidade, dizendo que as palavras gregas "arsenokoitai" e "malakós" foram "mal-traduzidas" ou "mal-interpretadas" (talvez porque não se referem àquilo que entendemos como "homossexualidade" atualmente).
A Igreja Católica requer que fiéis homossexuais pratiquem a castidade, defendendo que os atos sexuais são "contra a lei da natureza". A Igreja defende que a expressão apropriada da sexualidade deve ser feita dentro de um casamento monógamo e heterossexual. Defende também que
| “ | "Um número considerável de homens e de mulheres apresenta tendências homossexuais profundamente radicadas. Esta propensão, objectivamente desordenada, constitui, para a maior parte deles, uma provação. Devem ser acolhidos com respeito, compaixão e delicadeza. Evitar-se-á, em relação a eles, qualquer sinal de discriminação injusta. Estas pessoas são chamadas a realizar na sua vida a vontade de Deus e, se forem cristãs, a unir ao sacrifício da cruz do Senhor as dificuldades que podem encontrar devido à sua condição." | ” |

O Vaticano requer também que qualquer "tendência homossexual seja superada para que seja realizada a ordenação de um diácono”.
Durante a alocução por ocasião do Ângelus, em 9 de julho de 2000, o Papa João Paulo II, dirigindo-se aos fiéis na praça de São Pedro disse:
| “ | Em nome da Igreja de Roma, não posso deixar de exprimir profunda tristeza pela afronta ao Grande Jubileu do Ano 2000 e pela ofensa aos valores cristãos de uma Cidade, que é tão querida ao coração dos católicos do mundo inteiro. A Igreja não pode deixar de falar a verdade, porque faltaria à fidelidade para com Deus Criador e não ajudaria a discernir o que é bem daquilo que é mal. A respeito disto, desejaria limitar-me a ler quanto diz o Catecismo da Igreja Católica que, depois de ter feito observar que os actos de homossexualidade são contrários à lei natural, assim se exprime - "Um número não desprezível de homens e de mulheres apresenta tendências homossexuais. Eles não escolhem a sua condição de homossexuais; essa condição constitui, para a maior parte deles, uma provação. Devem ser acolhidos com respeito, compaixão e delicadeza. Evitar-se-á, em relação a eles, qualquer sinal de discriminação injusta. Estas pessoas são chamadas a realizar na sua vida a vontade de Deus e, se forem cristãs, a unir ao sacrifício da Cruz do Senhor as dificuldades que podem encontrar devido à sua condição "(n. 2358).'Papa João Paulo II | ” |

##### Protestantismo

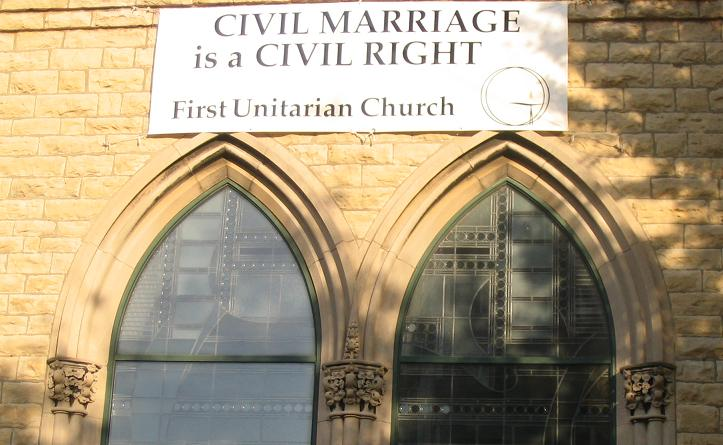
Algumas igrejas, como a Associação Unitária Universalista, são defensoras dos direitos dos homossexuais.

Dentre os cristãos, o protestantismo tem como um de seus principais princípios a interpretação privada ou juízo privado dos textos bíblicos, fruto da Reforma Protestante, quando Lutero, em outubro de 1520, enviou seu escrito "A Liberdade de um Cristão" ao Papa, acrescentando a frase significativa "Eu não me submeto a leis ao interpretar a palavra de Deus". Isso posteriormente acabou originando o direito fundamental de liberdade religiosa, bem como a própria ideia de democracia, ao consagrar a ideia de horizontalidade dos fieis protestantes, ao contrário da verticalidade do catolicismo, cuja última opinião em matéria de interpretação bíblica pertence ao Papa. No protestantismo, a opinião de cada um dos fiéis em matéria de interpretação bíblica tem o mesmo peso. Por isso, a divergência de opiniões entre os protestantes é encarada como algo natural, eles não veem necessidade na existência de um pensamento geral unificado, ao contrário do catolicismo.
Isso não significa que autoridades protestantes não tenham se posicionado explicitamente contra a homossexualidade e condenado a prática de sexo entre pessoas do mesmo sexo ao longo da história. Mas não necessariamente o fato de muitos protestantes, do ponto de vista religioso (esfera privada), se oporem à homossexualidade significa que eles sejam contrários à união civil entre pessoas do mesmo sexo (esfera pública). Uma bandeira histórica dos protestantes em todo o mundo é o Estado Laico, e em um Estado Laico há uma divisão entre a esfera privada e a esfera pública, não devendo existir argumentos religiosos para impedir a união civil entre pessoas do mesmo sexo.
Por isso, de maneira pouco surpreendente, os primeiros países a reconhecerem o direito a união entre homossexuais foram os países onde a religião Protestante predomina entre os religiosos, citando exemplificativamente o caso da Dinamarca, que reconheceu tal direito ainda em 1989.
E, mesmo dentro da própria fé protestante (esfera privada), devido ao princípio da interpretação privada ou juízo privado dos textos bíblicos, muitos defenderam e ainda defendem a homossexualidade.
Apesar de que grande parte das congregações protestantes atuais rejeitam o comportamento homossexual, muitos pastores não se opõem a ideia.
No Brasil, a Igreja Protestante Reformada e Inclusiva milita pela inclusão de LGBT na Igreja Cristã e celebra o que chama de Rito de Casamento entre pessoas do mesmo sexo, isto é, uma cerimônia onde casais gays recebem a bênção matrimonial, afirmando que a “Homossexualidade é bênção de Deus”.
No exterior, protestantes defendem a homossexualidade justamente com base no texto bíblico, e ramos do protestantismo aceitam a prática da homossexualidade, como o Unitarismo, e o Anglicanismo, tendo sido ordenados arcebispos homossexuais na Igreja Anglicana (Episcopal) do Reino Unido e dos Estados Unidos recentemente.

##### Espiritismo
O Espiritismo crê que o espírito humano não tem sexo e que um mesmo espírito pode em diferentes encarnações habitar igualmente o corpo de um homem ou de uma mulher, sendo capaz de amar homens e mulheres. Não existe uma posição oficial sobre a homossexualidade. Alguns doutrinadores, como José B. de Campos, pregam que a questão mais importante no tocante à homossexualidade é a promiscuidade, aconselhando o homossexual a tomar um parceiro e constituir um lar. O doutrinador e médium Divaldo Franco posiciona-se de forma semelhante, frisando que o homossexual, como o heterossexual, será julgado conforme sua conduta moral, independente da sexualidade.

#### Islamismo
| “ | "Dentre as criaturas, achais de vos acercar dos varões, deixando de lado o que vosso Senhor criou para vós, para serem vossas esposas? Em verdade, sois um povo depravado!" — Alcorão, "Os Poetas" (26a. sura), 165-166 | ” |

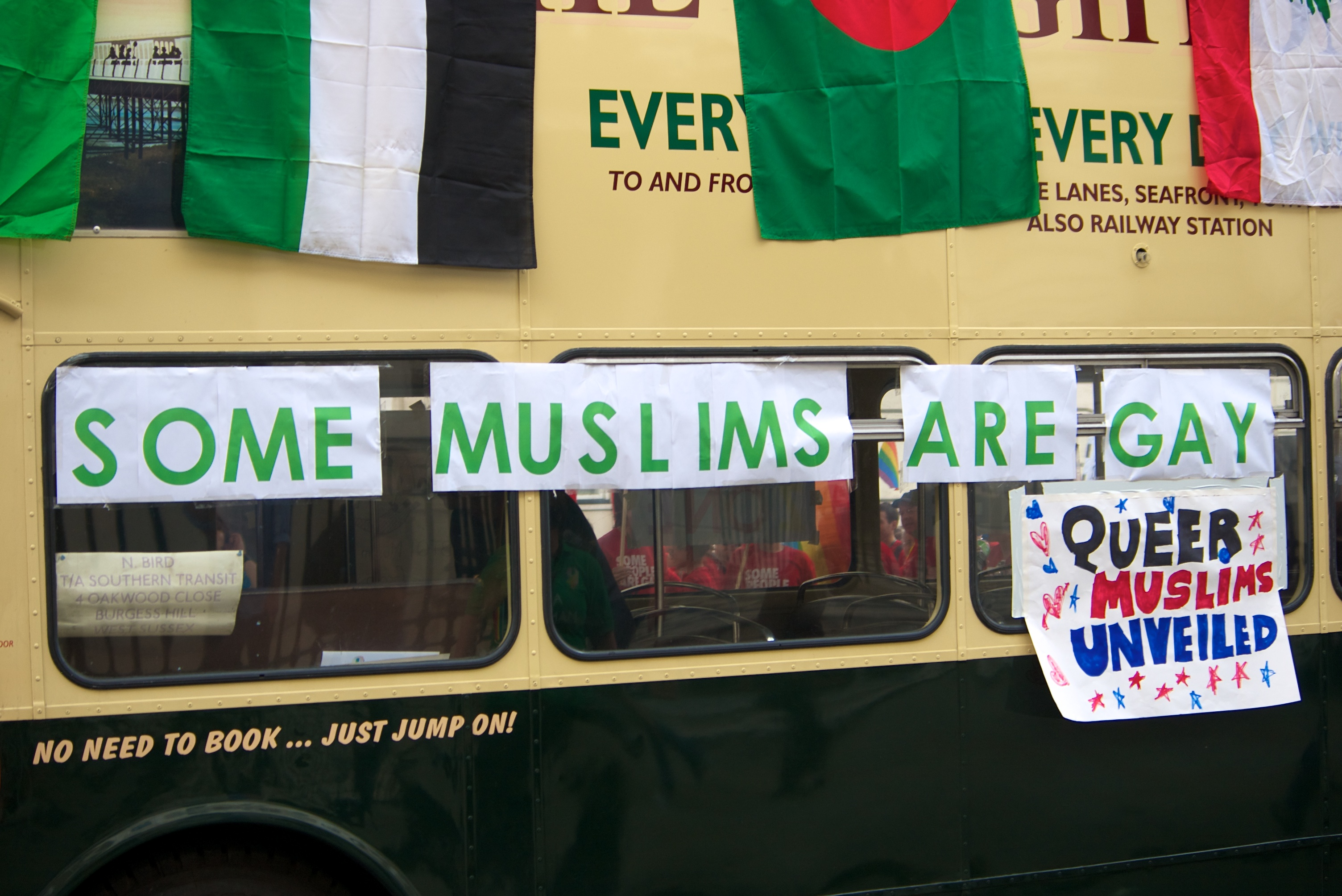
Muçulmanos homossexuais na Parada Gay de Londres, em 2011

Todos os maiores setores islâmicos desaprovam a homossexualidade, e o sexo praticado entre pessoas do mesmo gênero é um crime que pode ser punido com a morte em algumas nações muçulmanas: Arábia Saudita, Iêmen, Irã, Mauritânia, Sudão e Somália. Durante o regime Talibã no Afeganistão a homossexualidade também era um crime punido com a morte. Em outras nações muçulmanas como Barém, Catar, Argélia, Paquistão, Maldivas e Malásia, a homossexualidade é punida com prisão, multas ou punição corporal.
Os ensinamentos islâmicos (na tradição do hadith) promovem a abstinência e condenam a consumação do ato homossexual. De acordo com essa crença, nos países islâmicos, o desejo de homens por jovens atraentes é visto como uma característica humana esperável e normal. No entanto, ensina-se que conter tais desejos é necessário pois garantirá o pós-vida no paraíso, onde se é presenteado com mulheres virgens(Corão,56: 34-38). O ato homossexual é visto como uma forma de desejo que se viola o Corão. Apesar de que a atração homo afetiva e contatos corporais não serem contra a Charia (lei islâmica que governa as ações físicas, mas não os sentimentos e pensamentos), o ato sexual é, segundo esta, passível de punição.

### Outras religiões
Outras religiões, particularmente orientais, não discutem com frequência, a sexualidade em geral, e isso inclui a homossexualidade; focam-se em outros assuntos que lhe são mais importantes e sagrados. A despeito de possuir textos contrários à homossexualidade, o Budismo ensina a tolerância e possui uma considerável comunidade gay, sobretudo no ocidente. A grande maioria dos budistas ocidentais reinterpretam os antigos ensinamentos às necessidades modernas e os reformam. O budismo asiático entretanto, ainda é tradicional e relativamente conservador. O Confucionismo, por ser mais um sistema ético do que uma religião, nunca chegou a discutir o assunto da homossexualidade. Religiões antigas como o Hinduísmo, divergem de diversas formas sobre a homossexualidade; de forma geral muitos hindus consideram-na uma das diversas formas do amor, embora muitas outras tradições hindus sigam textos como o Código de Manu, que contém em certas passagens afirmações de que é um crime punível. Novos movimentos neopagãos como a Wicca aceitam a homossexualidade e embora algumas de suas figuras históricas, como Gerald Gardner, terem sido contra suas práticas, outras não menos famosas como Alex Sanders e Eddie Buczynski eram abertamente homossexuais ou bissexuais.